# Mariefreds kyrka
Mariefreds kyrka är en kyrkobyggnad i Mariefred i Strängnäs stift. Den är församlingskyrka i Mariefreds församling.

## Kyrkobyggnaden
Kyrkan är en enskeppig kyrka med rundbågade fönster, ett polygonalt kor i öster och spetsigt torn i väster. Sakristian finns på norra sidan.
På kyrkans nuvarande plats låg 1493–1527 Monasterium pacis Mariæ, ett kloster tillhörigt kartusianorden. Orten fick namn efter klostret, försvenskat till Mariefred.
Mariefreds nya kyrka uppfördes 1621–1624 över ruinerna efter det gamla kartusianklostret. Den byggdes i sten men brann 1682. Tack vare bistånd från drottning Hedvig Eleonora kunde kyrkobyggnaden återuppföras och stod klar 1697. Vid detta tillfälle slogs de tre valven i långhuset och exteriören fick det utseende som den fortfarande har. På 1710-talet tillkom på södra sidan en vinkelbyggnad med kunglig läktare. År 1787 fick kyrkan sitt första orgelverk.

## Inventarier
- Mässhake från 1400-talet försedd med broderier från Albertus Pictors verkstad.
- Triumfkrucifix av lövträ från verkstad i mälardalen, daterad till cirka år 1500, (bilder). Troligen har krucifixet tidigare tillhört Kärnbo kyrka.
- Altaruppsats utförd 1690 av bildhuggare Caspar Schröder, Stockholm.
- Predikstol från 1701 med drottning Hedvig Eleonoras vapen utskuret.
- De två främsta bänkkvarterens dörrar från 1697.
- Oljemålningar, bl.a. av målaren Georg Engelhard Schröder. Flertalet av konstverken är hämtade från Ulriksdals slott.

## Bildgalleri

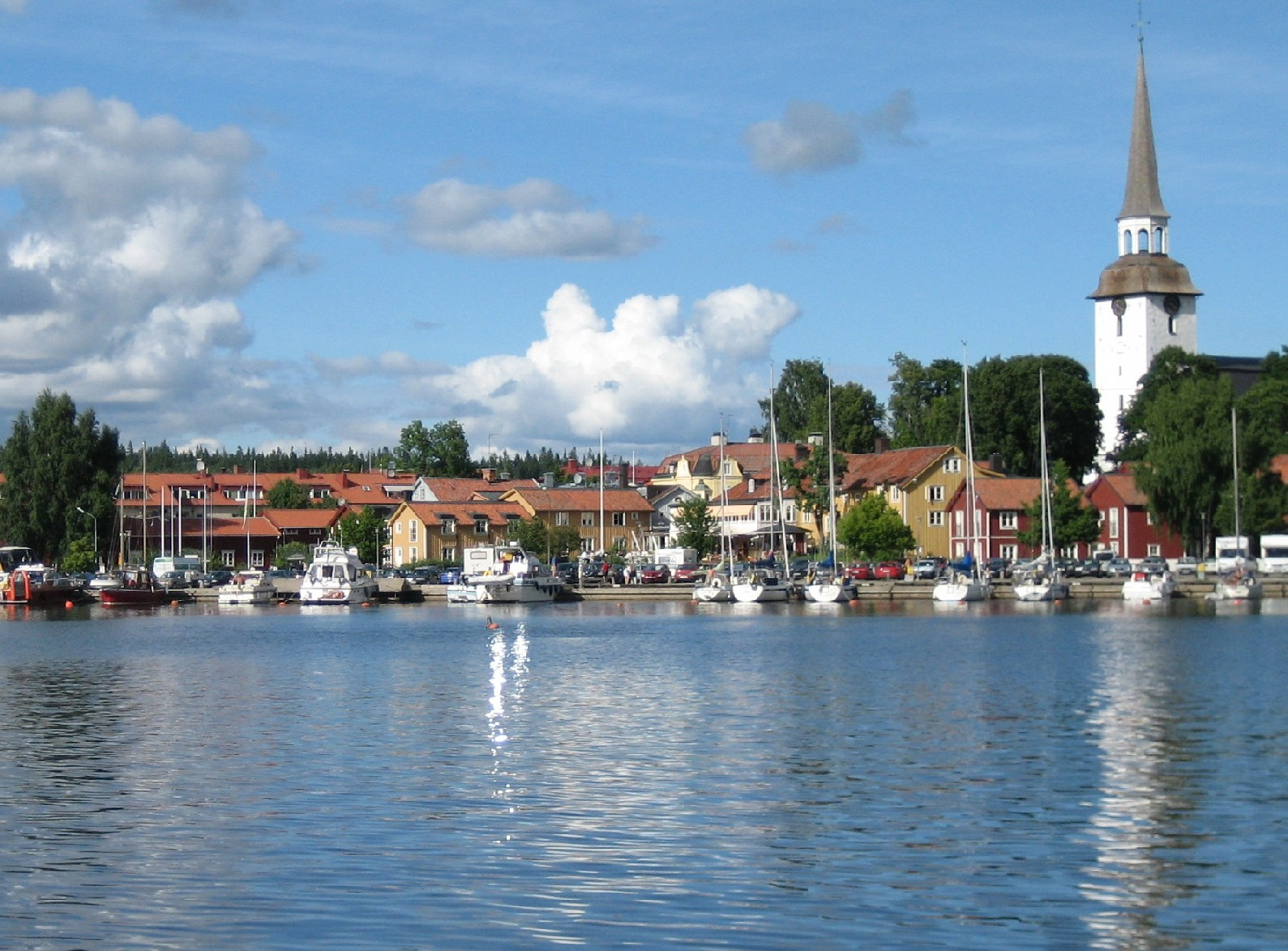
Kyrkan i landskapsbilden
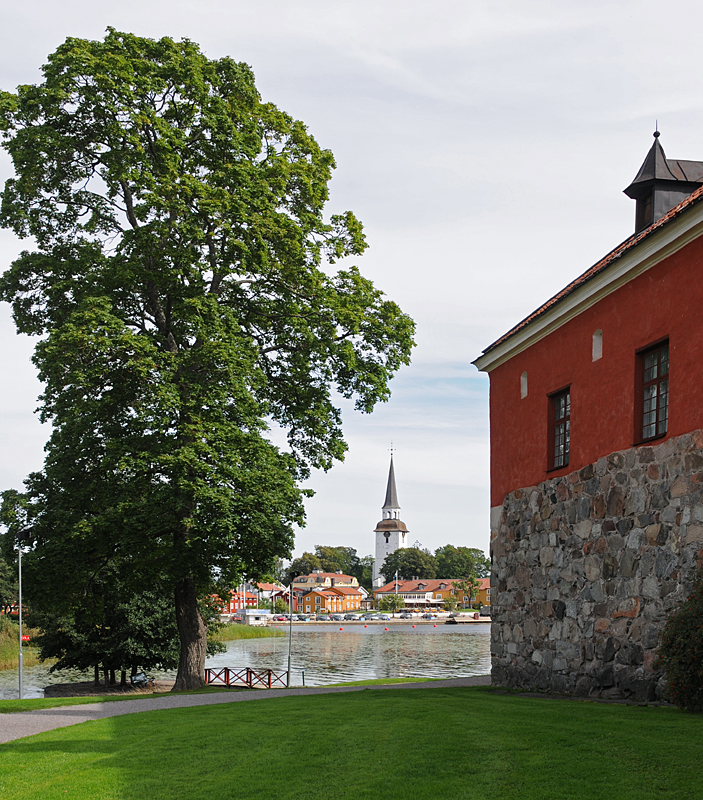
Kyrkan från Gripsholms slott
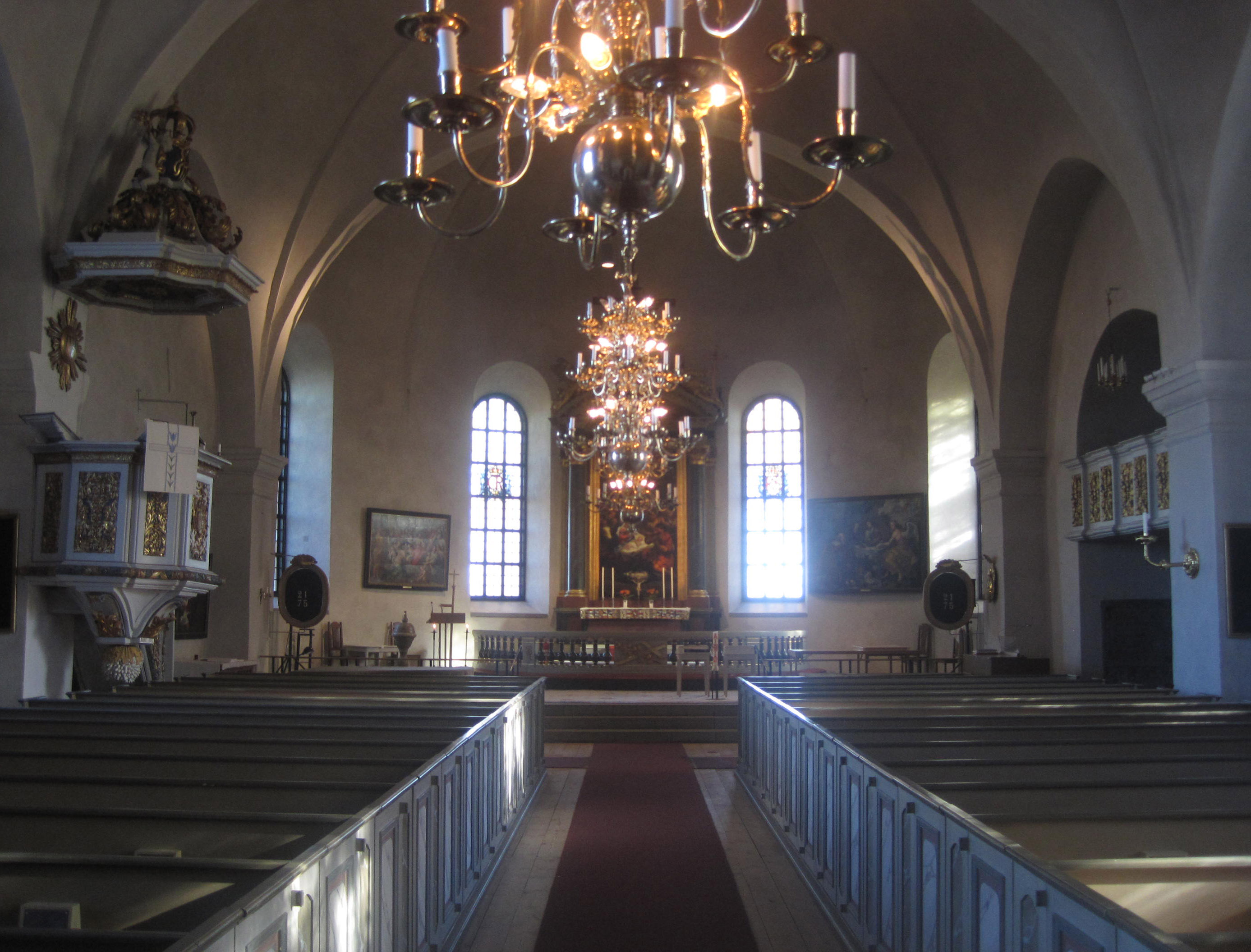
Interiör.
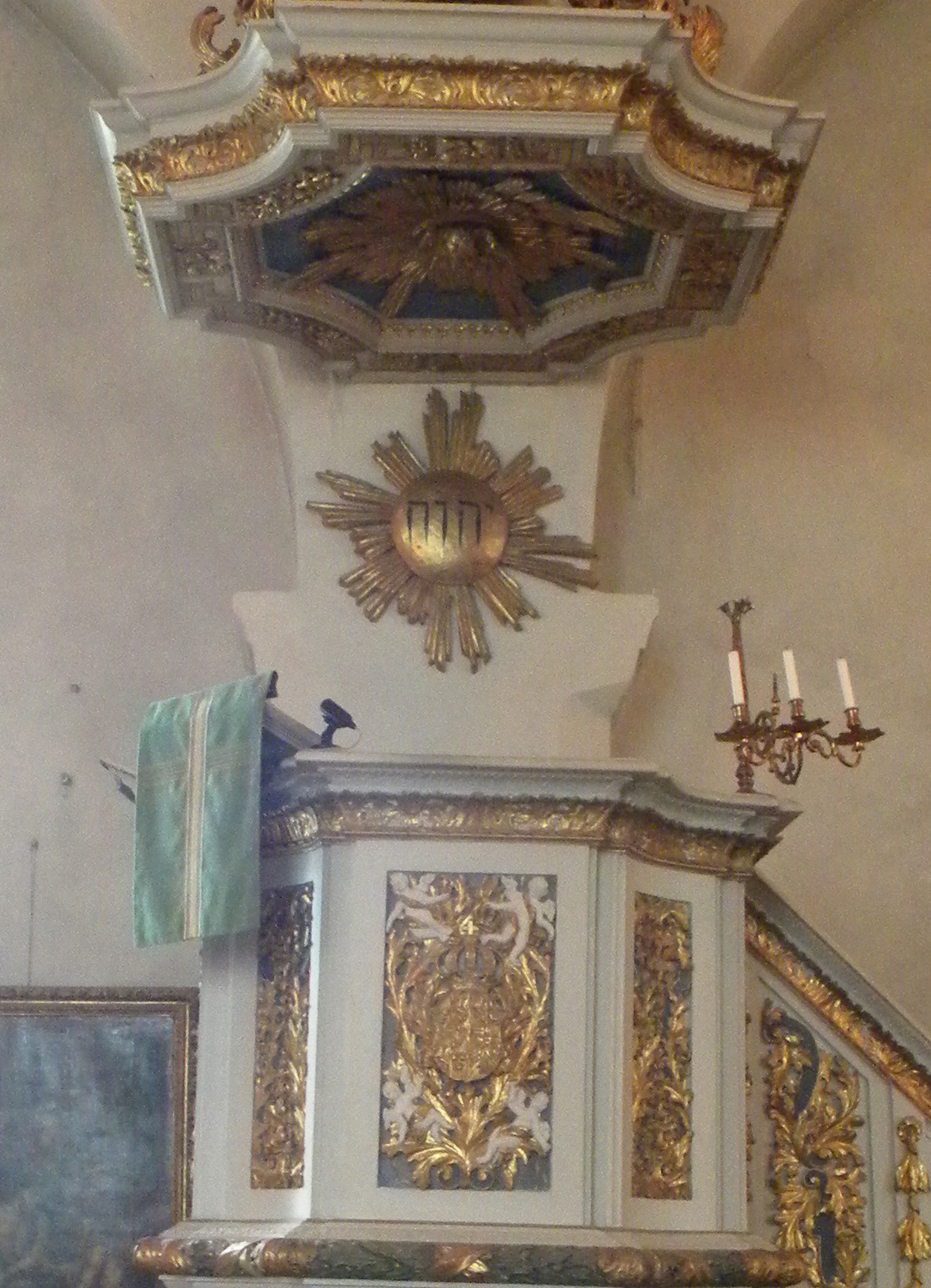
Predikstolen från 1701.
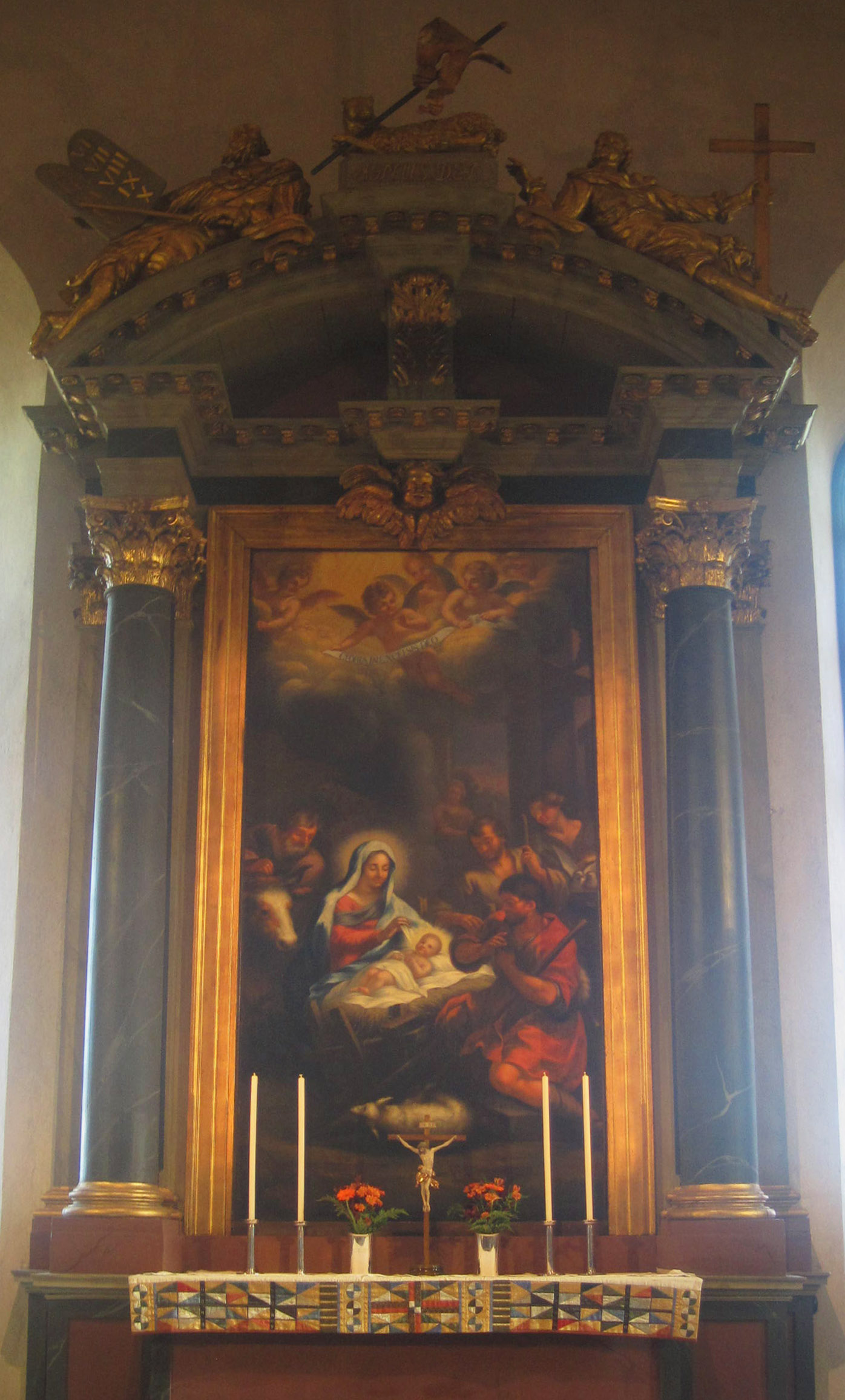
Altaret.
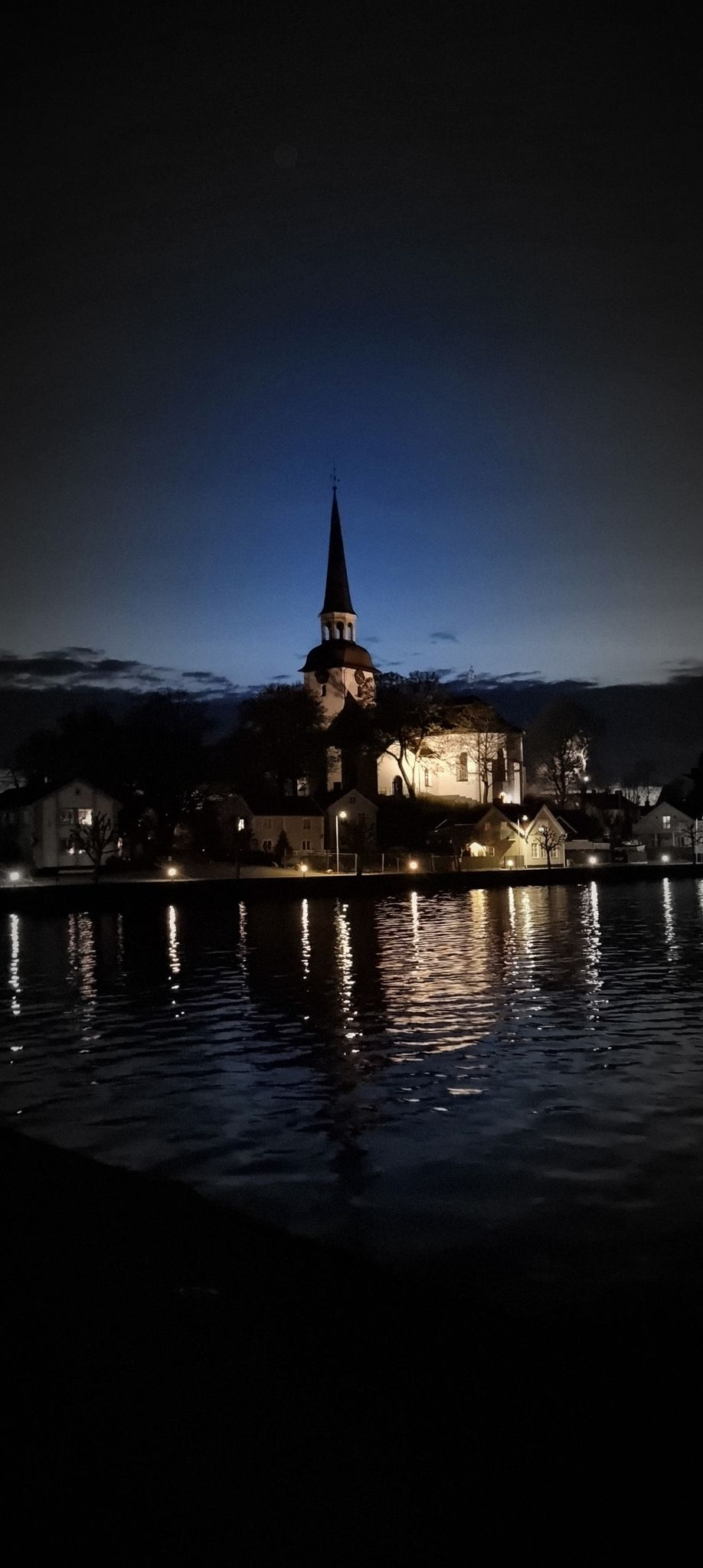
Mariefreds kyrka upplyst på kvällen

## Orglar

### Läktarorglar
Kronologi:
- 1682: Troligen fanns en orgel som förstördes vid kyrkans brand.
- 1787: Orgelbyggare Olof Schwan (1744-1812), Stockholm, bygger en orgel på västläktaren , ett 1-manualigt verk med 8 orgelstämmor och bihangspedal. Vem som ritat den eleganta rokkokofasaden är ej känt.
- 1887: Firma Åkerman & Lund, Stockholm, bygger ett nytt instrument med 11 stämmor på 2 manualer och pedal.
- 1935: Firma Olof Hammarberg, Göteborg, bygger en pneumatisk orgel med 21 stämmor fördelade på 3 manualer och pedal. Manual III:s pipor placeras bakom övriga verk.

Disposition:
| Manual I            | Manual II         | Manual III      | Pedal         |
| Principal 8’        | Basetthorn 8'     | Salicional 8'   | Subbas 16’    |
| Flûte harmonique 8’ | Rörflöjt 8'       | Voix céleste 8' | Kontrabas 16’ |
| Gamba 8’            | Gemshorn 4’       | Flöjt 4'        | Gedackt 8’    |
| Oktava 4’           | Nasard 2 2/3’     |                 | Nachthorn 4’  |
| Oktava 2’           | Waldflöjt 2’      |                 |               |
| Mixtur IV ch.       | Ters 1 3/5’       |                 |               |
| Trumpet 8’          | Oboe 8’           |                 |               |
|                     | Tremulant         |                 |               |
|                     | Crescendosvällare |                 |               |

1982: Mats Arvidsson, Stallarholmen, bygger en ny mekanisk orgel med klanglig inspiration från Olof Schwans orglar. Den får 21 stämmor fördelade på 2 manualer och pedal.
Disposition:
| Huvudverk                | Svällverk             | Pedalverk  | Koppel |
| Principal 8’             | Rörfleut 8’           | Subbas 16’ | I/P    |
| Gedacht 8’               | Fugara 8'             | Violon 8’  | II/P   |
| Principal 4’             | Spetsfleut 4’         | Octava 4’  | II/I   |
| Fleut 4’                 | Nasat 3’ (eg. 2 2/3’) | Basun 16’  |        |
| Qvinta 3’ (eg. 2 2/3’)   | Borfleut 2’           | Trompet 8’ |        |
| Octava 2’                | Ters 1 3/5’           | Trompet 4’ |        |
| Scharf III-IV ch. 1 1/3’ | Vox virginea 8’       |            |        |
| Trumpet 8'               | Tremulant             |            |        |

### Kororgel
1977: Bruno Christensen & Sønner Orgelbyggeri levererde ett mekaniskt korpositiv.

#### Disposition
| Manual       |
| Gedakt 8’    |
| Rørfløjte 4’ |
| Principal 2’ |
| Nasat 1 1/3’ |

2004 flyttades positivet till Mariefreds gravkapell och ersattes med digitalorgel.